# Martyr (groupe)
Pour les articles homonymes, voir Martyr (homonymie).
Martyr est un groupe canadien de death metal technique, originaire de Trois-Rivières, au Québec. Formé en 1994, le groupe officie dans un metal très technique dans l'esprit de Atheist, Cynic ou encore Death. Il est inactif depuis 2012.
Cependant en 2023, le guitariste Daniel Mongrain a ressuscité le groupe pour jouer au festival Trois-Rivieres Metalfest 2023 dans leurs ville d'origine de Trois-Rivieres.

## Biographie
Martyr est formé en 1994 par les frères Daniel (guitare, chant) et François Mongrain (basse), aux côtés de Pier-Luc Lampron (guitare) et François Richard (batterie). Concernant la signification du nom du groupe, François Mongrain explique que « Martyr est une façon de penser, un état d'esprit, une manière de vivre. C'est accepter de souffrir au nom d'une certaine idéologie, à cause de laquelle le monde ne peut pas vivre en paix parce que le monde tel qu'on le connait, c'est juste de la folie. »
Martyr enregistre une cassette démo en septembre 1995 intitulée Ostrogoth. En septembre 1997, le batteur François Richard quitte le groupe et est remplacé par Patrice Hamelin, qui enregistre l'album Hopeless Hopes, publié en novembre la même année. 
En 2000 sort le deuxième album du groupe, Warp Zone. Le chanteur d'un autre groupe de death metal canadien, Gorguts, participe à l'album. De même, Daniel Mongrain jouera avec Gorguts. En 2006 sort l'album Feeding the Abscess,,. En 2008, le groupe publie un DVD intitulé Havoc in Québec City.
En 2012, le groupe annonce le départ du batteur Patrick Hamelin. Le groupe annonce aussi que le futur du groupe est incertain dû à des tensions entre les membres.
En juillet 2023, Dan Mongrain a annonce sur sa page Facebook que le groupe allait se reformer avec le lineup precedent pour jouer au Trois-Rivieres Metalfest 2023 dans leurs ville natale de Trois-Rivieres.

## Membres

### Derniers membres
- Daniel Mongrain - guitare solo, guitare rythmique, chant (1994–2012, 2023 - Present)
- François Mongrain - basse, chant (1994–2012, 2023- Present)
- Martin Carbonneau - guitare rythmique, guitare solo (2002–2012, 2023 - Present)
- Patrice Hamelin - batterie (1997–2012, 2023 - Present)

### Anciens membres
- Pier-Luc Lampron - guitare solo, guitare rythmique (1994–2002)
- François Richard - batterie (1994–1997)
- Stéphane Bélanger - batterie (1994–1995)

## Discographie
- 1997 : Hopeless Hopes
- 2000 : Warp Zone
- 2001 : Extracting the Core (album live)
- 2006 : Feeding the Abscess
- 2008 : Havoc in Québec City (DVD ; printemps 2008)